# 黃榮洛
黃榮洛（1926年—2017年8月11日），臺灣苗栗縣南鄉人，臺灣客家文史工作者。

## 生平

### 早年

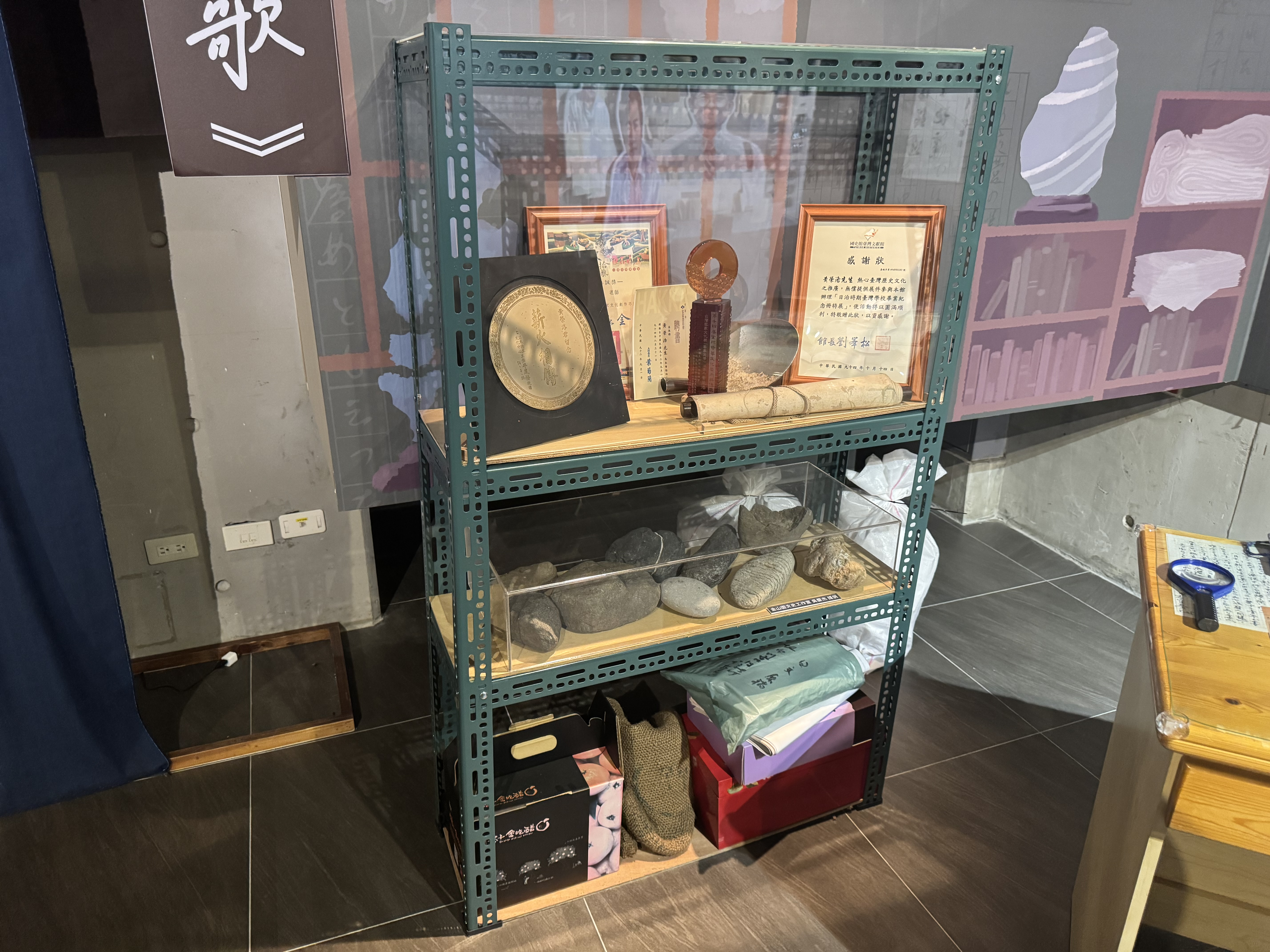
黃榮洛的獎狀與奇石

黃榮洛為南庄鄉人，1926年出生，先祖為曾帶領賽夏族攻打竹南閩南庄的黃祈英，父親曾歷經南事件。黃榮洛在日治時期從桃園農校畢業後曾至新竹商校教書，後到延平學院讀經濟學，就業時考進林務局任到技佐。
黃榮洛曾一度至回南庄任農會總幹事，之後搬到新竹縣竹東鎮接下父親的碾米廠。他常住於竹東鷄油林，與妻子李秋妹育有一子三女。

### 中晚年
平日，黃榮洛會去新竹各地收集奇石，將在竹東鎮大同路的房子擺滿石頭，但一天在溪邊時領悟到再活二十年也不可能蒐盡，改以仔細品味現有收藏，兼發展其他興趣。1984年，黃榮洛偶然讀到日文書《靖台之殿下》，勾起了作歷史調查的興趣。這年，他也因鈴木清一郎的《台灣舊慣冠婚葬祭年中行事》啟發，開始研究並記錄客家民俗。
1985年，黃榮洛以替客家留下紀錄為志向，停下米店生意，大量閱讀舊書，進行田野調查，投稿到苗栗《中原》雜誌等刊物。黃榮洛早期興趣是家鄉的客家族人的抗日史，如吳湯興、北埔事件、南庄事件，並親自蒐集原始資料來研究，而不是滿於二、三手文獻。1985年8月，黃榮洛從買賣民藝品的曾吉造手中獲贈十一張客家山歌手抄本，便找研究客家山歌詩的陳運棟幫忙修改錯字，定名為〈渡台悲歌〉，成為臺灣客家文學上的重大發現之一。黃榮洛所發現的嘉慶九年（1804年）〈渡臺帶路切結書〉，也是被視為珍貴的移民史料。在1987年採訪時，黃榮洛家中擺滿各式各樣的雜誌、典籍、資料，如《理蕃誌》、《台灣警察沿革誌》等。黃榮洛會很大方的將古籍孤本借給需要的人，但絕對不出賣以利己生。
對這位騎著單車四處尋訪台灣史料及客家文化的黃榮洛，翁佳音稱為「鄉土研究的老怪物」；鍾肇政則稱讚黃榮洛的成果，「是用雙腳『跑』出來的」。此外，黃榮洛還會紀錄鄉野奇譚，如靈異故事與地方傳說。

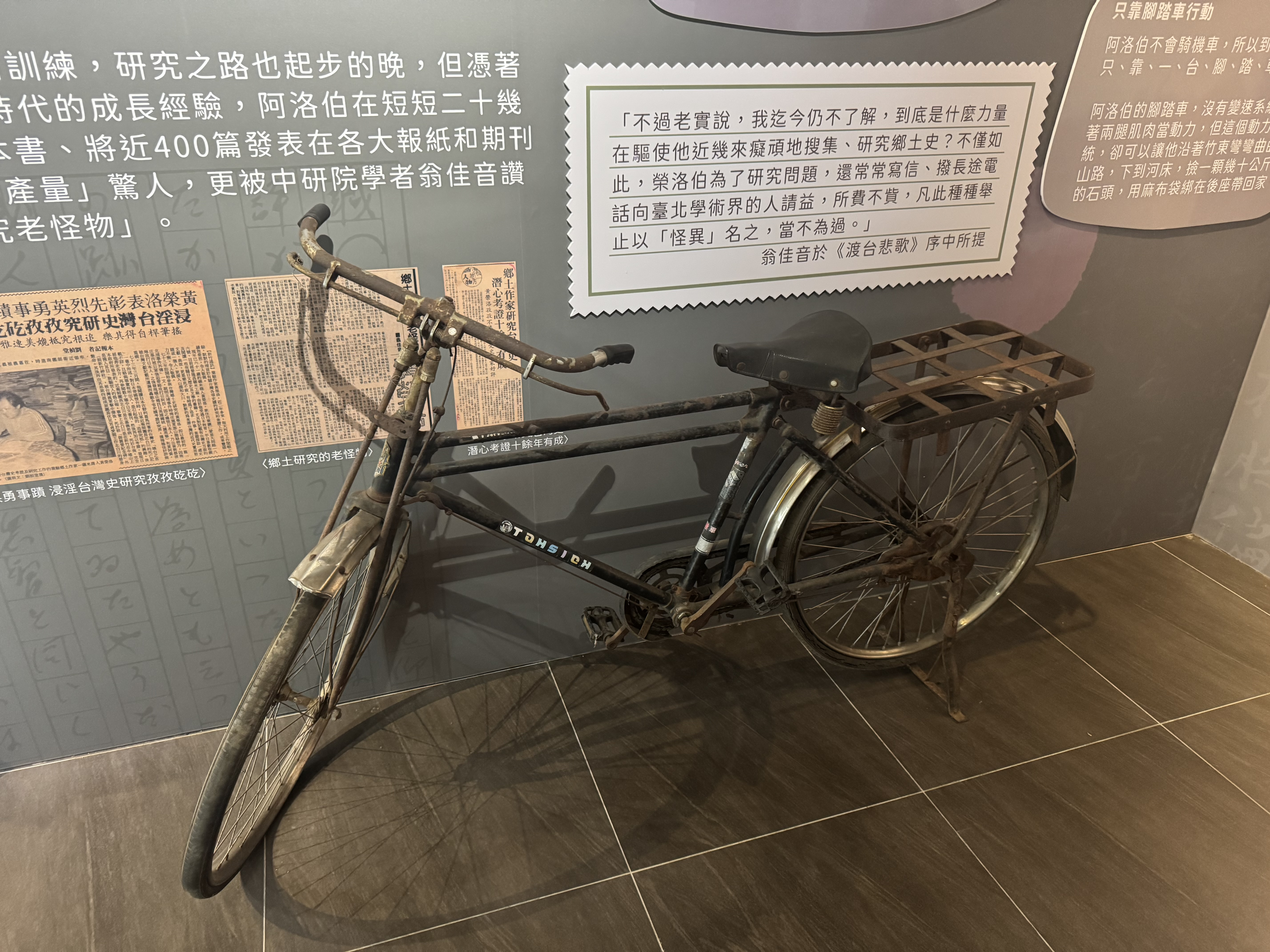
黃榮洛的腳踏車

至1999年黃榮洛獲新竹縣文化中心推薦在台南市立文化中心獲頒民俗藝術特別貢獻獎時，他已出版《渡台悲歌--台灣的開拓與抗爭史話》、《鄉土點滴》、《台灣客家傳統山歌集》、《北埔事件文集》、《台灣客家民俗文集》、《台灣客家詞彙》、《俗諺來歷文集》等書。2007年10月4日，第十四屆全球中華文化藝術薪傳獎揭曉，黃榮洛獲臺灣客家文化獎。2008年7月12日，總統馬英九親自頒贈客家貢獻獎語言文史類給黃榮洛。
2010年，黃榮洛右眼弱視越來越嚴重，認為自己後悔投入客家文史研究太晚，說應該要把米店早十年收起。2017年4月，黃榮洛因病重住進桃園的護理之家，儘管家屬出售他先前收藏的奇石來籌措病費，但黃榮洛依然在8月11日去世。